# Adrian Bouchet
Adrián Bouchet (Harare, 19 de septiembre de 1974) es un actor y presentador británico nacido en Zimbabue, más conocido por interpretar el papel de Steapa en la serie de televisión de la BBC y Netflix, The Last Kingdom.

## Primeros años
Bouchet nació en Zimbabue (antes conocida como Rodesia) y se fue durante la guerra civil de Rodesia para establecerse en el Reino Unido. Es un graduado de la Universidad de Birmingham. Asistió a la Escuela de Actuación de Birmingham. Comenzó a actuar en producciones televisivas a finales de los años 1990. En 1998 apareció en un episodio de la serie de televisión Police Doctor Dangerfield. En los años siguientes pudo consolidarse como actor como actor de episodios en series y como actor de reparto en producciones cinematográficas.

## Carrera
Bouchet fue elegido como Marco Antonio en el episodio de Cleopatra de The Mystery Files y también como Riotamo en el episodio del Rey Arturo de la misma serie de la temporada 1. En 2011, recibió el premio Internacional al Mejor Actor en el Festival Internacional de Cine de 2011 por su actuación en la película A Brunette Kiss junto a Bridie Latona. En 2012 tuvo el papel de Brett en la película de acción Interview with a Hitman. En 2014 interpretó a un caballero anónimo en la película Morning Star que quiere regalar a su familia los huesos de su amigo que murió en la batalla. En 2014 fue Robert the Bruce en el largometraje Battle of Kings: Bannockburn. Ese mismo año interpretó a un sargento del Ejército de los Estados Unidos junto a Matt Damon y George Clooney en The Monuments Men, dirigida por Clooney. En 2015 interpretó el papel de Lucan en la película Arthur and Merlin. Dos años más tarde, volvió a ser elegido para King Arthur: Legend of the Sword en una película con el tema de la leyenda arturiana. En 2016 interpretó el papel de Judah Ben Hur en la película de The Asylum In the Name of Ben Hur. De 2017 a 2020, Bouchet interpretó a Steapa, el capitán de la guardia del Rey Alfredo, en 21 episodios de The Last Kingdom. En 2019 interpretó el papel de Billy Ford en la película de monstruos Monster Island. En 2021 también interpretó al emperador del Sacro Imperio Romano Germánico Federico 1, conocido como Federico Barbarroja, en siete episodios de la serie de televisión medieval española, Glow and Darkness con Jayne Seymour y Joan Collins. 

## Filmografía

### Películas
| Año  | Título                           | Papel                   | Notas             |
| ---- | -------------------------------- | ----------------------- | ----------------- |
| 2000 | The Waiting                      |                         |                   |
| 2002 | 9 Dead Gay Guys                  |                         |                   |
| 2004 | Chasing Liberty                  | Gus Gus                 |                   |
| 2004 | Alien vs. Predator               | Sven                    |                   |
| 2005 | Good Service                     |                         | como Mark Stevens |
| 2005 | All About Anna                   | Johan                   | como Mark Stevens |
| 2009 | Idol of Evil                     |                         |                   |
| 2010 | Furia de titanes                 | Soldado                 |                   |
| 2011 | The Veteran                      |                         |                   |
| 2012 | From This Day                    |                         |                   |
| 2012 | Interview with a Hitman          | Brett                   |                   |
| 2012 | The Seasoning House              |                         |                   |
| 2012 | Battle Recon                     |                         |                   |
| 2013 | Fedz                             |                         |                   |
| 2013 | The Sky in Bloom                 |                         |                   |
| 2013 | The Flight of the Flamingo       |                         |                   |
| 2014 | The Monuments Men                | Sargento                |                   |
| 2014 | Olive Green                      |                         |                   |
| 2014 | Eve                              |                         |                   |
| 2014 | Battle of Kings: Bannockburn     | Robert the Bruce        |                   |
| 2014 | Morning Star                     |                         |                   |
| 2014 | The Crypt                        |                         |                   |
| 2015 | Je suis daddy                    |                         |                   |
| 2015 | Awaiting                         |                         |                   |
| 2015 | Arthur and Merlin                | Lucan                   |                   |
| 2015 | Chicken                          |                         |                   |
| 2015 | Art Ache                         |                         |                   |
| 2016 | The Fall of the Krays            | Frank                   |                   |
| 2016 | In the Name of Ben Hur           | Judah Ben Hur           |                   |
| 2016 | The Comedian's Guide to Survival | Dueño de Fox and Hounds |                   |
| 2017 | The Hippopotamus                 |                         |                   |
| 2017 | King Arthur: Legend of the Sword | Barón #3                |                   |
| 2017 | Knights of the Damned            |                         |                   |
| 2017 | The Butchering Art               |                         |                   |
| 2018 | 1945 From This Day               | Capitán Knowles         |                   |
| 2018 | Dragon Kingdom                   |                         |                   |
| 2019 | Monster Island                   | Billy Ford              |                   |
| 2020 | Glamour                          |                         |                   |
| 2020 | Cowboy                           |                         |                   |
| 2020 | Cupid                            |                         |                   |
| 2021 | HellKat                          |                         |                   |
| 2022 | GA Fistful of Karma              |                         |                   |

### Televisión
| Año       | Título                             | Papel                 |
| --------- | ---------------------------------- | --------------------- |
| 1998      | Dangerfield                        |                       |
| 2002      | Coronation Street                  |                       |
| 2003      | Manchild                           |                       |
| 2004      | Journey to the Centre of the Earth |                       |
| 2010      | Mystery Files                      | Marc Antony/Riothamus |
| 2012      | Silent Witness                     | James Wade            |
| 2017–2018 | The Last Kingdom                   | Steapa                |
| 2018      | Strike Back                        | Johannes Krieger      |
| 2018      | Strike Back: Retribution           | Johannes Krieger      |
| 2021      | Quentin Quarantine                 |                       |
| 2021      | Glow & Darkness                    | Barbarossa            |